# Mahigan Lepage
Mahigan Lepage, né en 1980 en Gaspésie, est un poète, romancier, traducteur et enseignant québécois.

## Biographie
Mahigan Lepage Lepage détient un doctorat en études littéraires de l'Université du Québec à Montréal réalisé en cotutelle avec l'Université de Poitiers.
Il voyage et réside en Asie de 2012 à 2015. À son retour, il travaille à titre de directeur de collection, correcteur d’épreuves et de traducteur. Il est également chargé de cours au Département d'études littéraires de l'Université du Québec à Montréal.
Comme romancier, il fait paraître plusieurs titres dont Vers l'ouest (Mémoire d'encrier, 2011), Coulées (Mémoire d'encrier, 2012), un livre qui« revisite son enfance et son adolescence à travers trois récits, chacun correspondant à un territoire indissociable de son identité », Fuites mineures (Mémoire d'encrier, 2014), dont l'écriture hyperréaliste « rend justice à cette réalité crue de l’adolescence, dépouillée de fard et de tout artifice », Five Roses (Mémoire d'encrier, 2017) ainsi que Peuplement (Leméac, 2021),,,,.
Il fait également paraître deux récits de voyage, soit Carnets du Népal (Éditions Publie.net, 2008) ainsi que Big Bang city (Leméac, 2017),. En poésie, il publie deux titres aux Éditions du Noroît, soit Relief (2011) et Le fleuve colère (2017). En 2017, Lepage traduit également un roman de Joey Comeau qui s'intitule Surqualifié : lettres d’un désespéré à des sociétés sans visage et qui est publié aux Éditions Mémoire d’encrier.
Il est récipiendaire du Prix Émile-Nelligan pour Relief (2012). Le jury mentionne que ce recueil « court-circuite avec audace et habileté les paramètres du récit au profit d’une écriture travaillée de l’intérieur par le trajet ébranlé et tragique de Romu, figure allégorique confrontée à la sauvagerie indifférente de l’espace boréal ».
Lapage est aussi finaliste du Prix de la bande à Mœbius pour son texte « trois frontières » (2015),,.

## Œuvres

### Fiction
- Carnets du Népal, Montpellier, Éditions Publie.net, 2008, n.p. (ISBN 9782814501515)
- Vers l'ouest, Montréal, Mémoire d'encrier, 2011, 92 p.  (ISBN 978-2-923713-59-5)
- Coulées, Montréal, Mémoire d'encrier, 2012, 98 p.  (ISBN 9782923713700)
- La science des lichens, Montpellier, Publie papier, 2012, 63 p. (ISBN 9782814594050)
- Fuites mineures, Montréal, Mémoire d'encrier, 2014, 199 p. (ISBN 9782897122546)
- Big Bang city : voyages en mégapoles d'Asie, Montpellier, Éditions publie.net, 2016, 473 p. [Montréal, Leméac, 2017, 299 p.] (ISBN 9782371774551 et 9782760936584)
- Five Roses, Montréal, Mémoire d'encrier, 2017, n.p. (ISBN 9782897124595)
- Peuplement, Montréal, Leméac, 2021, 117 p. (ISBN 9782760948662)

### Poésie
- Relief, Montréal, Éditions du Noroît, 2011, 106 p. (ISBN 9782890187252)
- Le fleuve colère, Montréal, Éditions du Noroît, 2017, 160 p. (ISBN 9782897660710)

### Traduction
- Surqualifié : lettres à des sociétés sans visage, de Joey Comeau, traduit de l'anglais par Mahigan Lepage, Montréal, Mémoire d'encrier, 2017, 123 p. (ISBN 9782897123994)

## Prix et honneurs
- 2012 - Récipiendaire : Prix Émile-Nelligan (pour Relief)[1]
- 2015 - Finaliste : Le Prix de la bande à Mœbius (pour « trois frontières »)[10]